# Hans Berchtenbreiter
Hans Berchtenbreiter (* 1929 in Augsburg; † 2011 ebenda) war ein deutscher Gold- und Silberschmied.

## Leben und Werk
Hans Berchtenbreiter legte mit 22 Jahren in Augsburg die Meisterprüfung als Gold- und Silberschmied ab. Er besuchte die Werkschule in Münster und studierte an der Akademie der Bildenden Künste München bei Franz Rickert. Nach langen Aufenthalten in der Schweiz, in Landshut und München kehrte er 1985 nach Augsburg zurück.
Die Entwürfe des Augsburger Schmuck- und Objektdesigners überzeugen durch konsequente Gestaltung und beeindruckende Sachlichkeit, denn er arbeitet mit elementaren Formen wie Linie, Kreis, Quadrat und Dreieck. Dabei soll der Schmuck nicht dekorative Zier für den Körper sein, sondern die Formen sollen für sich selbst stehen und wirken.
Hans Berchtenbreiter wurde 2008 in die Stiftung für Konkrete Kunst und Design in Ingolstadt aufgenommen.

## Preise und Auszeichnungen (Auswahl)
- 1966 Kunstkreis Hameln – Förderpreis durch die Gesellschaft für Goldschmiedekunst
- 1982 Werkbund Nordrhein-Westfalen – Dokumentation für hervorragende Gestaltungsleistungen, zwei Auszeichnungen
- 1985 Bayerischer Staatspreis

## Einzelausstellungen (Auswahl)
- 1971 Deutsche Gesellschaft für christliche Kunst, München
- 1978 Galerie E.u.T. Sulzbeck, Erlangen
- 1979 Galerie Hermanns, München
- 1981 Galerie Hermanns, München mit Emmy van Leersum und Gijs Bakker
- 1982 Galerie E.u.T. Sulzbeck, Erlangen
- 1983 Deutscher Werkbund Bayern e.V., München
- 1984 Autorengalerie 1. Pündter Platz, München
- 1988 Galerie E.u.T. Sulzbeck, Erlangen
- 1995 Holbeinhaus Augsburg – Retrospektive freie und angewandte Arbeiten
- 1995 Internationale Handwerksmesse, München; Sonderausstellung Portrait der Meister; Träger des Bayerischen Staatspreises
- 1999 Kunst- und Baureferat der Diözese Augsburg, Acrylglas-Skulpturen
- 2008 Hans Berchtenbreiter - Schmuck Design, Museum für Konkrete Kunst Ingolstadt

## Werke in öffentlichen Sammlungen und Kirchenausstattung
- Stiftung für Konkrete Kunst und Design
- Vortragskreuz und Monstranz in St. Mauritius in München